# Nova Democracia (maoismo)
Nova Democracia (em chinês simplificado: 新民主主义) ou a Nova Revolução Democrática (em chinês simplificado: 新民主主义 革命) é um conceito maoísta referente a um tipo de democracia baseado na Teoria do Bloco das Quatro Classes de Mao Tse-tung na China pós-revolucionária, que argumentava originalmente que a democracia na China seguiria um caminho decisivamente distinto do de qualquer outro país. Também afirmava que cada país colonial ou semicolonial teria seu próprio caminho para a democracia, dadas as condições sociais e materiais daquele país em particular. Mao rotulou a democracia representativa nas nações ocidentais como Velha Democracia, caracterizando o parlamentarismo como apenas um instrumento para promover a ditadura da burguesia/classe proprietária de terras mediante a fabricação de consenso. Ele também achava que seu conceito de Nova Democracia não contrastava com a ditadura do proletariado no estilo soviético, que ele supunha ser a estrutura política dominante de um mundo pós-capitalista. Mao falou sobre como queria criar uma Nova China, um país livre dos aspectos feudais e semifeudais de sua antiga cultura, bem como do imperialismo japonês.
Mao queria eliminar o pensamento reacionário e revisionista do povo chinês e do Partido Comunista Chinês (PCC) por meio da Revolução Cultural, criar uma nova economia livre dos proprietários de terras e, para proteger essas novas instituições, uma Nova Democracia das quatro classes revolucionárias, a saber, o campesinato, o proletariado, a pequena burguesia e a burguesia nacional.  
A forma de governo e a postura diante das questões urbanas e territoriais de Mao já haviam sido delineados e declarados em 1940, com o país ainda sob ocupação japonesa, guerra civil e total instabilidade política, num Primeiro Congresso da Associação Cultural organizado no norte da China, Mao fez um discurso em que formulava uma teoria completa da Nova Democracia.   
Na Seção do texto Sobre a Nova Democracia, Mao diz:
A China pode agora adotar um sistema de congressos do povo, desde o congresso nacional do povo até os congressos provinciais, de condados, distritos e municípios, com todos os níveis elegendo seus respectivos órgãos governamentais. Mas para que haja uma representação adequada de cada classe revolucionária de acordo com seu status no estado, uma expressão adequada da vontade do povo, uma direção adequada para as lutas revolucionárias e uma manifestação adequada do espírito da Nova Democracia, é preciso introduzir um sistema de sufrágio realmente universal e igualitário, independentemente de sexo, credo, propriedade ou educação. Esse é o sistema de centralismo democrático. Somente um governo baseado no centralismo democrático pode expressar plenamente a vontade de todo o povo revolucionário e combater os inimigos da revolução de forma mais eficaz. Deve haver um espírito de recusa à "propriedade privada de poucos" no governo e no exército; sem um sistema genuinamente democrático, isso não pode ser alcançado e o sistema de governo e o sistema estatal estarão em desarmonia.

Sobre o ponto A Cultura da Nova Democracia, ele aponta que:
A cultura imperialista e a cultura semifeudal são irmãs muito afeiçoadas, e que formaram uma aliança cultural reacionária contra a Nova Cultura da China. Esse tipo de cultura reacionária serve aos imperialistas e à classe feudal, e deve ser totalmente derrubada. Se esse tipo de coisa não for derrubada, nenhuma Nova Cultura poderá ser erguida. Não se constrói sem destruir, não há fluxo sem barragem, não há movimento sem bloqueio; a luta entre eles é uma luta de vida ou morte.
A teoria propõe a derrubada do feudalismo e  a libertação nacional (o que é impedido pelo governo da classe capitalista), optando pelo socialismo através de uma coalizão de classes que lutam contra o antigo regime governante, unidos sob a liderança e orientados pela classe operária e seu partido comunista.
Com o passar do tempo, o conceito da Nova Democracia foi adaptado a outros países e regiões, com justificativas semelhantes. O Novo Exército Popular das Filipinas, o Partido Comunista da Turquia (marxista-leninista) e o Partido Comunista da Índia (maoísta) adotaram o processo de guerra popular prolongada com a intenção de estabelecer a Nova Democracia. O Partido Comunista do Peru, à época do conflito interno, aplicou o mesmo método.
Este bloco de classes é simbolizado pelas estrelas da bandeira da China, onde a estrela maior simboliza a liderança do Partido Comunista da China, e outras quatro estrelas em torno, as  quais  simbolizam o bloco de quatro classes: trabalhadores (proletariado), camponeses, pequenos burgueses e capitalistas. Estas formariam a aliança de classes para a  Nova Revolução Democrática. A Nova Democracia de Mao explica que o bloco de quatro classes é uma conseqüência infeliz, mas necessária, do imperialismo, tal como Lênin descreve, enquanto os críticos da esquerda radical denunciam esta estratégia como uma política inútil e perigosa do "mal menor".
Segundo a compreensão marxista clássica das etapas do desenvolvimento econômico e dos modos de produção históricos, uma revolução socialista só pode acontecer após a revolução liberal capitalista, que vem em primeiro lugar. A revolução liberal abre caminho para a classe proletária industrial  que poderá emergir como a classe majoritária na sociedade, após o que o modelo capitalista é lançado e inicia-se a construção do socialismo. Marx acreditava que a revolução comunista em áreas não industrializadas do mundo seria insustentável, pois não haveria o que ele considerava serem  as condições econômicas e sociais prévias para a revolução. No entanto, o sucesso da Revolução Russa de 1917, em contraste com o fracasso dos movimentos comunistas na Europa após a Primeira Guerra Mundial, parece validar a análise de Lenin, contrariando Marx, pelo menos em alguns casos. Por sua vez, Mao adotou a perspectiva de Lenin, no nível seguinte, dizendo essencialmente que a democracia liberal e o socialismo podem ser combinados na construção de um único Estado - a Nova da Democracia.
Uma vez que a Nova Democracia fosse estabelecida,  o país seria ideologicamente socialista, sob a liderança do Partido Comunista, e seu povo estaria ativamente envolvidos na construção do socialismo, ainda que o país mantivesse várias características do capitalismo, com o propósito de alcançar rápido crescimento econômico. É desta forma que a Nova Democracia é vista como um passo para o socialismo. Assim, em de dois estágios, após a Nova Democracia seguir-se-ia a ditadura do proletariado. Como a meta de construção socialista é a criação de uma sociedade comunista, sem Estado e sem classes, a introdução da Nova Democracia marcaria o início de um processo  em três etapas: primeiro, a Nova Democracia; logo depois, a ditadura do proletariado e finalmente o comunismo.